# Justin Kluivert
Justin Dean Kluivert (Zaandam, 5 de maio de 1999) é um futebolista neerlandês que atua como ponta-esquerda. Atualmente, joga pelo Bournemouth.
É filho de Patrick Kluivert, ex-jogador do Ajax, do Barcelona e da Seleção Neerlandesa. Seu avô, Kenneth, atuou pela Seleção Surinamesa.

## Carreira

### Ajax
Começou nas categorias de base do Ajax em 2007. Em 29 de abril de 2016, Justin Kluivert assinou seu primeiro contrato o Ajax com duração até 30 de junho de 2019. Estreou pelo Ajax II na Eerste Divisie em 16 de setembro de 2016, na derrota por 1–0 contra o MVV Maastricht.
Estreou pela equipe principal do Ajax em 15 de janeiro de 2017, na vitória por 3–1 sobre o PEC Zwolle pela 18ª rodada da Eredivisie. Em 19 de março de 2017, fez seu primeiro gol pela equipe principal do Ajax no empate por 1–1 contra o Excelsior Rotterdam.
Em 26 de novembro de 2017, Kluivert marcou seu primeiro triplete na carreira, na goleada do Ajax de 5-1 contra o Roda JC.

### Roma
Em 11 de Junho de 2018, Kluivert desembarcou no Aeroporto de Fiumicino em Roma, onde assinou um contrato com a Roma no dia 12 de Junho.

### Red Bull Leipzig (empréstimo)
No início de outubro de 2020, pouco antes do fechamento da janela de transferências, o RB Leipzig anunciou sua contratação. Empréstimo por uma temporada, taxa em torno de um milhão de euros, suposta opção de compra acima de 20 milhões de euros.Ele deixou o clube alemão com uma época mista (3 golos e 1 assistência em 19 jogos na Bundesliga). 

### Nice (empréstimo)
O Nice anunciou em 20 de julho de 2021, a chegada do promissor Justin Kluivert proveniente da AS Roma, que chega na forma de empréstimo (com opção de compra) de cerca de 10 milhões de euros.

### Valencia (empréstimo)
Kluivert foi jogador do Valencia na época 2022-23, por empréstimo da AS Roma. Ele fez 29 jogos e marcou oito golos.

### Bournemouth
Em 23 de junho de 2023, o Bournemouth da Premier League formalizou a contratação de Kluivert, comprado por 12 milhões de euros (bônus incluído) e com contrato até junho de 2028.
Ele marcou seu primeiro gol pelos Cherries na derrota de 2-1 contra o Liverpool pela Copa da Liga Inglesa.
Kluivert marcou seu segundo hat-trick pelo Bournemouth em 18 de janeiro de 2025, na vitória de 4-1 sobre o Newcastle pela Premier League. Além do triplete, ele deu a assistência para o último gol da partida, de Milos Kerkez, encerrando a sequência de vitórias dos Magpies.

## Estatísticas
Atualizado até 8 de dezembro de 2020.

### Clubes
| Equipe            | Temporada         | Campeonato nacional | Campeonato nacional | Copa nacional | Copa nacional | Competições continentais | Competições continentais | Total | Total |
| Equipe            | Temporada         | Jogos               | Gols                | Jogos         | Gols          | Jogos                    | Gols                     | Jogos | Gols  |
| ----------------- | ----------------- | ------------------- | ------------------- | ------------- | ------------- | ------------------------ | ------------------------ | ----- | ----- |
| Ajax II           | 2016–17           | 8                   | 2                   | –             | –             | –                        | –                        | 8     | 2     |
| Ajax II           | Total             | 8                   | 2                   | –             | –             | –                        | –                        | 8     | 2     |
| Ajax              | 2016–17           | 14                  | 2                   | –             | –             | 6                        | 0                        | 20    | 2     |
| Ajax              | 2017–18           | 30                  | 10                  | 2             | 1             | 4                        | 0                        | 36    | 11    |
| Ajax              | Total             | 44                  | 12                  | 2             | 1             | 10                       | 0                        | 56    | 13    |
| Roma              | 2018–19           | 29                  | 1                   | 1             | 0             | 5                        | 1                        | 35    | 2     |
| Roma              | 2019–20           | 22                  | 4                   | 2             | 0             | 7                        | 3                        | 31    | 7     |
| Roma              | 2020–21           | 2                   | 0                   | 0             | 0             | 0                        | 0                        | 2     | 0     |
| Roma              | Total             | 53                  | 5                   | 3             | 0             | 12                       | 4                        | 68    | 9     |
| RB Leipzig        | 2020–21           | 4                   | 1                   | 0             | 0             | 6                        | 1                        | 10    | 2     |
| RB Leipzig        | Total             | 4                   | 1                   | 0             | 0             | 6                        | 1                        | 10    | 2     |
| Total na carreira | Total na carreira | 109                 | 20                  | 5             | 1             | 28                       | 5                        | 142   | 26    |

### Seleção Neerlandesa
Expanda a caixa de informações para conferir todos os jogos deste jogador, pela sua seleção nacional.
Sub-15
|    | Data                   | Local                            | Resultado | Adversário | Gol(s) | Competição |
| -- | ---------------------- | -------------------------------- | --------- | ---------- | ------ | ---------- |
| 1. | 26 de novembro de 2013 | Sportpark Hamerden, Westervoort  | 2–1       | Irlanda    | 0      | Amistoso   |
| 2. | 28 de novembro de 2013 | Sportpark Hamerden, Westervoort  | 3–0       | Irlanda    | 0      | Amistoso   |
| 3. | 30 de abril de 2014    | Sportpark De Herdgang, Eindhoven | 6–1       | Sérvia     | 2      | Amistoso   |
| 4. | 20 de maio de 2014     | Arena Weingarten, Weingarten     | 1–1       | Alemanha   | 0      | Amistoso   |
| 5. | 22 de maio de 2014     | Bienwaldstadion Kandel, Kandel   | 0–2       | Alemanha   | 0      | Amistoso   |

Sub-16
|     | Data                    | Local                                                     | Resultado | Adversário     | Gol(s) | Competição                  |
| --- | ----------------------- | --------------------------------------------------------- | --------- | -------------- | ------ | --------------------------- |
| 1.  | 14 de setembro de 2014  | Cappielow Park, Greenock                                  | 1–0       | Escócia        | 1      | Amistoso                    |
| 2.  | 16 de setembro de 2014  | Cappielow Park, Greenock                                  | 3–1       | Escócia        | 2      | Amistoso                    |
| 3.  | 28 de outubro de 2014   | Stade Gabriel Péri, Vitry-sur-Seine                       | 3–1       | Japão          | 0      | Torneio Val de Marne        |
| 4.  | 30 de outubro de 2014   | Complexe Sportif Philippe Dieuleveult, Le Plessis-Trévise | 0–1       | França         | 0      | Torneio Val de Marne        |
| 5.  | 1 de novembro de 2014   | Complexe Sportif Léo Lagrange, Bonneuil                   | 0–0       | Bélgica        | 0      | Torneio Val de Marne        |
| 6.  | 12 de fevereiro de 2015 | Vila Real de Santo António                                | 0–0       | Espanha        | 0      | UEFA Development Tournament |
| 7.  | 14 de fevereiro de 2015 | Vila Real de Santo António                                | 0–1       | Portugal       | 0      | UEFA Development Tournament |
| 8.  | 16 de fevereiro de 2015 | Vila Real de Santo António                                | 1–1       | Alemanha       | 0      | UEFA Development Tournament |
| 9.  | 11 de março de 2015     | Sportpark Schildman, Hendrik-Ido-Ambacht                  | 0–1       | Tchéquia       | 0      | 4-landentoernooi Nederland  |
| 10. | 13 de março de 2015     | Sportpark Juliana, 's-Gravenzande                         | 4–0       | Irlanda        | 0      | 4-landentoernooi Nederland  |
| 11. | 15 de março de 2015     | Sportpark Schildman, Hendrik-Ido-Ambacht                  | 3–1       | Estados Unidos | 0      | 4-landentoernooi Nederland  |

Sub-17
|     | Data                   | Local                                    | Resultado | Adversário    | Gol(s) | Competição                   |
| --- | ---------------------- | ---------------------------------------- | --------- | ------------- | ------ | ---------------------------- |
| 1.  | 9 de setembro de 2015  | Stadion am Vinnenweg, Bremen             | 1–2       | Israel        | 0      | Vierlandentoernooi Duitsland |
| 2.  | 11 de setembro de 2015 | Weserstadion Platz 11, Bremen            | 1–1       | Itália        | 0      | Vierlandentoernooi Duitsland |
| 3.  | 13 de setembro de 2015 | Stadion am Vinnenweg, Bremen             | 2–2       | Alemanha      | 0      | Vierlandentoernooi Duitsland |
| 4.  | 22 de outubro de 2015  | Dragon Park, Newport                     | 1–2       | País de Gales | 0      | Elim. Europeu Sub-17 2016    |
| 5.  | 24 de outubro de 2015  | Newport Stadium, Newport                 | 5–0       | Albânia       | 0      | Elim. Europeu Sub-17 2016    |
| 6.  | 5 de fevereiro de 2016 | Estádio Municipal de Lagos, Lagos        | 0–1       | Alemanha      | 0      | 4-landentoernooi Portugal    |
| 7.  | 7 de fevereiro de 2016 | Estádio Municipal de Bela Vista, Parchal | 1–1       | Portugal      | 0      | 4-landentoernooi Portugal    |
| 8.  | 9 de fevereiro de 2016 | Estádio Municipal de Bela Vista, Parchal | 2–0       | Inglaterra    | 0      | 4-landentoernooi Portugal    |
| 9.  | 24 de março de 2016    | Stadion am Eisenbrand, Meerbusch         | 0–0       | Bulgária      | 0      | Elim. Europeu Sub-17 2016    |
| 10. | 26 de março de 2016    | Stadion am Eisenbrand, Meerbusch         | 2–0       | Eslováquia    | 0      | Elim. Europeu Sub-17 2016    |
| 11. | 29 de março de 2016    | Paul-Janes-Stadion, Düsseldorf           | 0–1       | Alemanha      | 0      | Elim. Europeu Sub-17 2016    |
| 12. | 6 de maio de 2016      | Dalga Arena, Baku                        | 0–2       | Espanha       | 0      | Europeu Sub-17 2016          |
| 13. | 9 de maio de 2016      | Karabakh Stadium, Baku                   | 0–1       | Itália        | 0      | Europeu Sub-17 2016          |
| 14. | 12 de maio de 2016     | Bakı Olimpiya Stadionu, Baku             | 2–0       | Sérvia        | 0      | Europeu Sub-17 2016          |
| 15. | 15 de maio de 2016     | Bakcell Arena, Baku                      | 0–1       | Suécia        | 0      | Europeu Sub-17 2016          |
| 16. | 18 de maio de 2016     | Dalga Arena, Baku                        | 0–2       | Portugal      | 0      | Europeu Sub-17 2016          |

Sub-18
|    | Data                  | Local                             | Resultado | Adversário | Gol(s) | Competição |
| -- | --------------------- | --------------------------------- | --------- | ---------- | ------ | ---------- |
| 1. | 1 de setembro de 2016 | Sportpark Walburgen, Gendt        | 0–0       | Dinamarca  | 0      | Amistoso   |
| 2. | 4 de setembro de 2016 | Sportpark Walburgen, Gendt        | 1–1       | Dinamarca  | 0      | Amistoso   |
| 3. | 7 de outubro de 2016  | Stadio Giovanni Chiggiato, Caorle | 2–2       | Itália     | 0      | Amistoso   |

Sub-19
|    | Data                   | Local                      | Resultado | Adversário | Gol(s) | Competição                |
| -- | ---------------------- | -------------------------- | --------- | ---------- | ------ | ------------------------- |
| 1. | 9 de novembro de 2016  | Meskhi 2, Tbilisi          | 1–1       | França     | 0      | 4-landentoernooi Georgië  |
| 2. | 11 de novembro de 2016 | Meskhi 2, Tbilisi          | 1–2       | Espanha    | 0      | 4-landentoernooi Georgië  |
| 3. | 14 de novembro de 2016 | Mikheil Meskhi, Tbilisi    | 1–0       | Geórgia    | 0      | 4-landentoernooi Georgië  |
| 4. | 23 de março de 2017    | Marsdijk, Assen            | 1–0       | Finlândia  | 0      | Elim. Europeu Sub-19 2017 |
| 5. | 25 de março de 2017    | Sportpark de Bosk, Harkema | 2–0       | Ucrânia    | 0      | Elim. Europeu Sub-19 2017 |
| 6. | 28 de março de 2017    | Marsdijk, Assen            | 0–0       | Grécia     | 0      | Elim. Europeu Sub-19 2017 |

Principal
|    | Data                  | Local                       | Resultado | Adversário | Gol(s) | Competição |
| -- | --------------------- | --------------------------- | --------- | ---------- | ------ | ---------- |
| 1. | 26 de março de 2018   | Estádio de Genebra, Genebra | 3–0       | Portugal   | 0      | Amistoso   |
| 2. | 6 de setembro de 2018 | Amsterdam Arena, Amesterdam | 2–1       | Peru       | 0      | Amistoso   |

## Títulos
Ajax
- Eredivisie Sub-19: 2015–16

### Prêmios individuais
- 38º melhor jovem do ano de 2017 (FourFourTwo)[59]